# ベルフォール
ベルフォール（フランス語: Belfort）は、フランスの東部、ブルゴーニュ＝フランシュ＝コンテ地域圏の都市で、テリトワール・ド・ベルフォール県の県庁所在地である。

## 地理
北にボージュ山脈、南にジュラ山脈が控える。ドイツのテリトリーに隣接することから、古来戦略の要衝であった。

## 人口統計
| 1962年 | 1968年 | 1975年 | 1982年 | 1990年 | 1999年 | 2006年 | 2012年 |
| ------ | ------ | ------ | ------ | ------ | ------ | ------ | ------ |
| 48 070 | 53 214 | 54 615 | 51 206 | 50 125 | 50 417 | 50 863 | 50 102 |

出典：1999年までLdh/EHESS/Cassini、2004年以降INSEE

## 見所

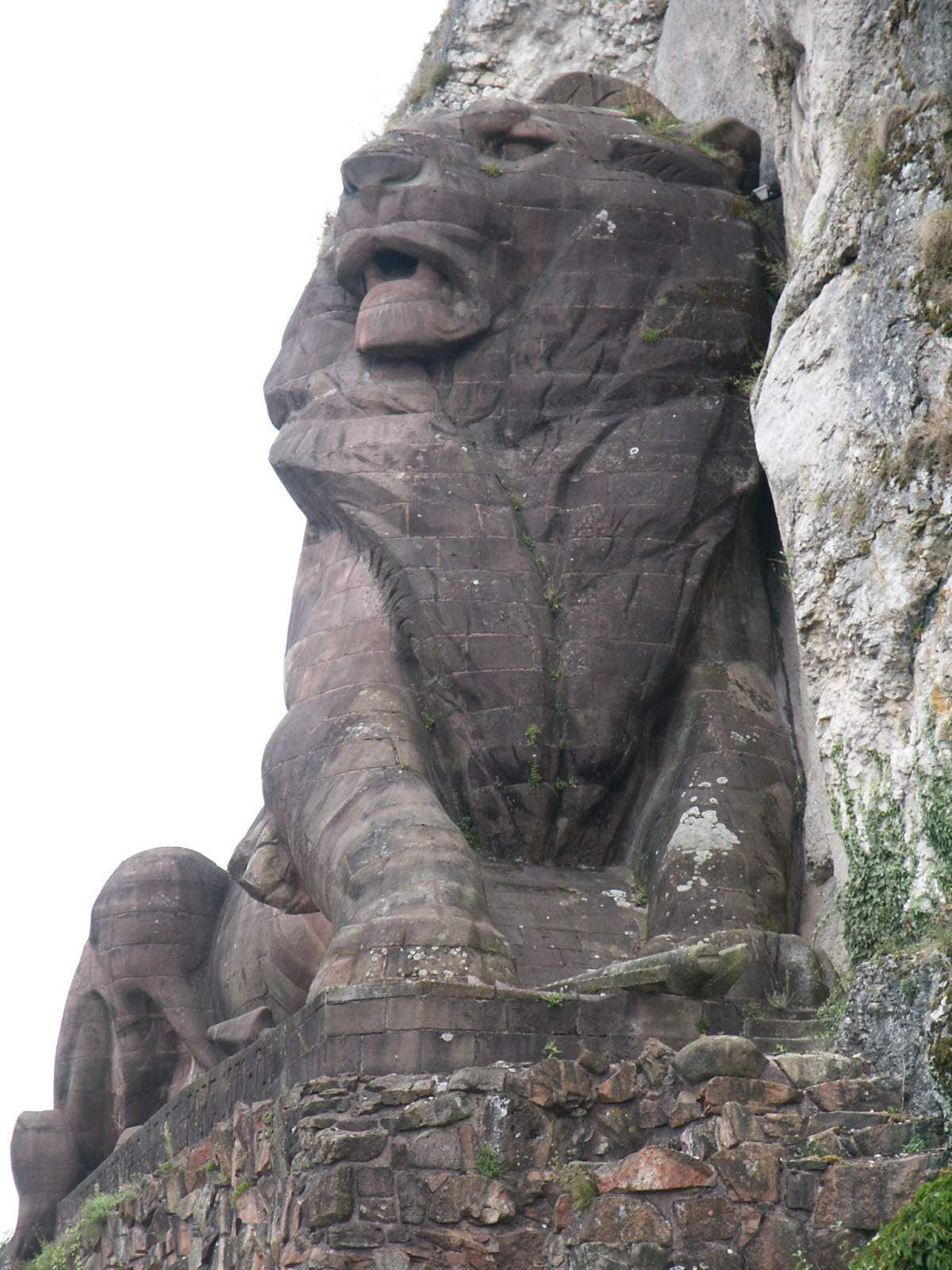
ベルフォールのライオン

普仏戦争への抵抗を表現したフレデリック・オーギュスト・バルトルディの彫刻 "Lion de Belfort" がある。
ヴォーバンが設計した星形の要塞は稜堡式城郭といい、世界遺産ともなっている。上記ライオン像が入り口に置かれている。

## ベルフォールの出身者
- ジュール・ブリュネ：江戸幕府の軍隊近代化を援助するため幕府軍に派遣されたフランス軍事顧問。映画「ラストサムライ」のモデル
- オリヴィエ・シェーンフェルダー：フィギュアスケート選手
- ジャン・ピエール・シュヴェーヌマン：政治家。フランス社会党創設者
- アモリ・ルボー：水泳選手。北京五輪銀メダリスト
- ジャン＝ジョエル・バルビエ：ピアニスト
- タハール・ラヒム：俳優
- ピエール・マシュレ：哲学者
- エティエンヌ・マトレ : サッカー選手。3度のFIFAワールドカップに出場した。
- サニン・プルチッチ：サッカー選手
- ディミトリ・リエナール：サッカー選手

## 姉妹都市
- ザポリージャ、ウクライナ
- レオンベルク、バーデン＝ヴュルテンベルク州、ドイツ
- ローベンシュタイン、テューリンゲン州、ドイツ
- スキクダ、アルジェリア